# Danh sách ngọn hải đăng ở Ba Lan
 
 
Đây là danh sách các ngọn hải đăng ở Ba Lan.

## Ngọn hải đăng
| Tên                  | Hình ảnh | Tỉnh           | Vị trí                                                        | Năm xây dựng | Ghi chú |
| -------------------- | -------- | -------------- | ------------------------------------------------------------- | ------------ | --- |
| Czołpino             |          | Pomerania      | Czołpino 54°43′5,7″B 17°14′28,9″Đ / 54,71667°B 17,23333°Đ     | 1875         | |
| Darłowo              |          | West Pomerania | Darłowo 54°26′25,1″B 16°22′43,1″Đ / 54,43333°B 16,36667°Đ     | 1885         | |
| Gąski                |          | West Pomerania | Gąski 54°14′34,3″B 15°52′21,9″Đ / 54,23333°B 15,86667°Đ       | 1878         | |
| Gdańsk Nowy Port     |          | Pomerania      | Gdańsk 54°24′23″B 18°39′40″Đ / 54,40627°B 18,6612°Đ           | 1894         | Không hoạt động kể từ năm 1984 khi nó được thay thế bởiGdańsk Port Północny.                                                   |
| Gdańsk Port Północny |          | Pomerania      | Gdańsk 54°24′0,5″B 18°41′46,4″Đ / 54,4°B 18,68333°Đ           | 1984         | |
| Góra Szwedów         |          | Pomerania      | Hel 54°37′35,5″B 18°49′9,8″Đ / 54,61667°B 18,81667°Đ          | 1936         | Không hoạt động từ năm 1990.                                                                                                   |
| Hel                  |          | Pomerania      | Hel 54°36′0,1″B 18°48′46,6″Đ / 54,6°B 18,8°Đ                  | 1942         | |
| Jarosławiec          |          | West Pomerania | Jarosławiec 54°32′23,1″B 16°32′32,3″Đ / 54,53333°B 16,53333°Đ | 1838         | |
| Kikut                |          | West Pomerania | Wolin 53°58′53,5″B 14°34′49,7″Đ / 53,96667°B 14,56667°Đ       |              | |
| Kołobrzeg            |          | West Pomerania | Kołobrzeg 54°11′11″B 15°33′15,3″Đ / 54,18639°B 15,55°Đ        | 1909         | |
| Krynica Morska       |          | Pomerania      | Krynica Morska 54°23′7,3″B 19°27′2,8″Đ / 54,38333°B 19,45°Đ   | 1951         | Ngọn hải đăng gốc, được xây dựng vào năm 1895, đã bị phá hủy vào năm 1945 sau khi bị phá hủy trong cuộc rút lui lực lượng Đức. |
| Niechorze            |          | Pomerania      | Niechorze 54°5′41″B 15°3′50,7″Đ / 54,09472°B 15,05°Đ          | 1866         | |
| Rozewie              |          | Pomerania      | Rozewie 54°49′47″B 18°20′9″Đ / 54,82972°B 18,33583°Đ          | 1822         | Ở phía tây của trạm này, một trạm khác được thành lập vào năm 1878, nhưng đã ngừng hoạt động vào năm 1910..                    |
| Sopot                |          | Pomerania      | Sopot 54°26′43,1″B 18°34′13,4″Đ / 54,43333°B 18,56667°Đ       | 1904         | Vào năm 1957, tòa tháp ban đầu được xây dựng vào năm 1904 như là một phần của Spa.                                             |
| Stilo                |          | Pomerania      | Osetnik 54°47′12,6″B 17°44′2,7″Đ / 54,78333°B 17,73333°Đ      | 1906         | |
| Świnoujście          |          | West Pomerania | Świnoujście 53°54′58″B 14°17′04″Đ / 53,915979°B 14,28434°Đ    | 1857         | |
| Ustka                |          | Pomerania      | Ustka 54°35′16,5″B 16°51′16,6″Đ / 54,58333°B 16,85°Đ          | 1892         | |
| Wisłoujście Fortress |          | Pomerania      | Gdańsk 54°23′41″B 18°40′51″Đ / 54,39472°B 18,68083°Đ          | 1482         | Tháp tròn ở trung tâm được sử dụng cho đến năm 1758.                                                                           |